# Flecken-Bartvogel

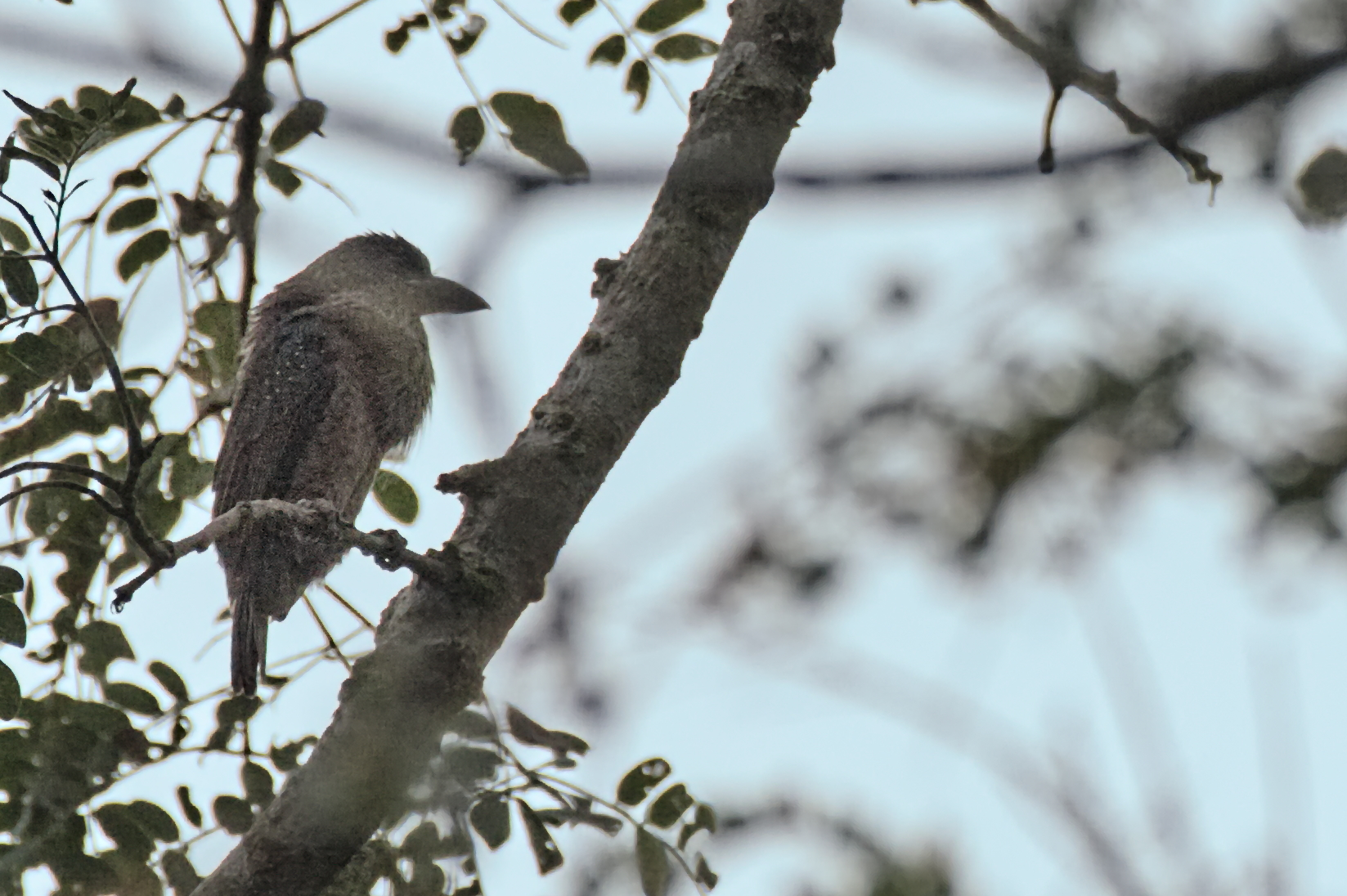
Flecken-Bartvogel

Der Flecken-Bartvogel (Tricholaema hirsuta) ist eine Vogelart aus der Familie der Afrikanischen Bartvögel. Die Art kommt in Afrika vor. Es werden vier Unterarten unterschieden. Die IUCN stuft den Flecken-Bartvogel als nicht gefährdet (least concern) ein.

## Erscheinungsbild
Die Männchen der Nominatform haben eine Flügellänge von 8,9 bis 9,7 Zentimetern. Die Schwanzlänge beträgt 4,4 bis 5,1 Zentimeter. Der Schnabel erreicht eine Länge zwischen 2,0 und 2,4 Zentimetern. Weibchen haben ähnliche Körpermaße. Der Sexualdimorphismus ist nicht sehr ausgeprägt. Weibchen haben lediglich ein gelblicheres Gefieder.
Die Männchen der Nominatform haben einen blauschwarzen Kopf. Auch Kehle und Kinn sind blauschwarz. Ein dünner weißer Augenüberstreif verläuft bis in den Nacken, ein zweiter weißer Streif verläuft von der Schnabelbasis über die Wangen in Richtung Nacken. Die Körperoberseite ist schwarz mit feinen gelben Flecken. Die Steuerfedern sind schwarzbraun. Frisch vermausert weisen sie einen feinen gelben Saum auf. Die Federschäfte sind hornfarben bis weiß. Die Federn an der schwarzen Kehle und auf der gelben Vorderbrust haben feine lange, haarähnliche schwarze Spitzen. Die Körperunterseite ist ansonsten gelb mit tropfenförmigen schwarzen Flecken. Der Schnabel ist schwarz, die unbefiederte Haut rund um die Augen schwarzgrau, die Augen sind rot bis rotbraun. Beine und Füße sind grau. Jungvögel ähneln den adulten Vögeln, junge Weibchen haben auch frühzeitig ein gelblicheres Gefieder. Insgesamt ist ihr Gefieder jedoch noch matter als bei den Adulten.
Die drei anderen Unterarten unterscheiden sich von der Nominatform T. h. hirsuta vor allem durch die Kopfzeichnung. T. h. flavipuntata hat einen bräunlicheren Kopf als T. h. hirsuta und es fehlen die weißen Streifen. Bei T. h. ansorgii ist die Kehle weißlich mit feinen länglichen schwarzen Flecken. T. h. angolensis fehlen die weißen Kopfstreifen, der Oberkopf ist dicht gelblich gefleckt, die Kehle und die Wangen sind weißlich mit schwarzen länglichen Flecken.
Der Flecken-Bartvogel ist insgesamt ein sehr unauffälliger Vogel. Er kann mit dem Gelbfleck-Bartvogel verwechselt werden, ihm fehlen jedoch der rote Scheitel und die gelbe Gesichtszeichnung als für diese Art charakteristische Merkmale. Der Gelbschnabel-Bartvogel hat einen längeren Schwanz und einen gelben Schnabel. Außerdem hält er sich anders als der Flecken-Bartvogel selten in Baumwipfeln auf.

## Verbreitungsgebiet
Der Flecken-Bartvogel kommt vom Süden des Senegal über u. a. Sierra Leone und Liberia weiter bis nach Kamerun, die Zentralafrikanische Republik, den Süden des Sudan und Ugandas bis in den Westen Kenias vor. In südlicher Richtung dehnt sich sein Verbreitungsgebiet über Gabun, die VR Kongo und die DR Kongo bis in den Norden Angolas, von dort über den Süden wiederum der DR Kongo und den Nordwesten Ruandas bis Tansania aus. Gewöhnlich lebt er in Höhenlagen unterhalb von 1000 Metern. In Uganda kommt er jedoch noch in Höhenlagen von 1800 Metern vor.

## Lebensweise
Flecken-Bartvögel besiedeln überwiegend Primärwälder der Tiefebenen, nutzen aber älteren Sekundärwald, wenn dieser an Primärwald angrenzt. Sie suchen einzeln oder paarweise nach Nahrung. Das unterscheidet sie von den im gleichen Verbreitungsgebiet vorkommenden Gelbfleck-Bartvögeln und von Trauerbartvögeln. Früchte werden von ihnen rasch verschluckt, in Moosen und in Spalten an Ästen oder Baumstämmen suchen sie nach Insekten. Während der Nahrungssuche halten sie sich überwiegend in den Baumkronen auf, so dass die Nahrungssuche in einer Höhe von zehn bis 35 Metern über dem Boden stattfindet. Gelegentlich nutzen sie aber auch niedrigere, fruchttragende Sträucher und Bäume, so dass sie bis auf zwei Meter über den Boden herunterkommen. Typisch für sie sind schnelle Bewegungen und kurze Flüge zwischen einzelnen Ästen oder Lianen.
Der Flecken-Bartvogel ist ein Höhlenbrüter, er zimmert die Baumhöhlen, die er für sein Brutgeschäft nutzt, vermutlich selbst. Beide Geschlechter verteidigen ihr Revier. Dessen Größe wird auf etwa zwölf bis 20 Hektar pro Paar geschätzt. Die Details der Fortpflanzungsbiologie sind weitgehend unbekannt.

## Belege

### Einzelbelege
1. 1 2 3  Short et al., S. 174
2. ↑  Short et al., S. 173
3. ↑  Short et al., Farbtafel 4
4. 1 2  Short et al., S. 175